# Christian Donfack
Christian Donfack Adjoufack (ur. 20 listopada 1983) – kameruński bokser, brązowy medalista igrzysk afrykańskich w Maputo.

## Kariera amatorska
W 2011 roku zdobył brązowy medal na igrzyskach afrykańskich w Maputo. Kameruńczyk doszedł do półfinału, gdzie pokonał go złoty medalista tych igrzysk, Abdelhafid Benchabla. Dzięki temu medalowi zakwalifikował się na igrzyska olimpijskie w Londynie. Występujący w wadze półciężkiej Donfack odpadł w 1 walce, przegrywając na punkty z Niemcem Enrico Köllingiem.